# Krzyż św. Antoniego

Krzyż św. Antoniego

Krzyż św. Antoniego (łac. crux commissa), zwany krzyżem egipskim – krzyż w kształcie dużej litery "T" lub greckiego tau, tradycyjny atrybut św. Antoniego.
Krzyż św. Antoniego jest częstym elementem występującym na obrazach Zdzisława Beksińskiego.